# Urophora sjumorum
Urophora sjumorum är en tvåvingeart som först beskrevs av Boris Borisovitsch Rohdendorf 1937.  Urophora sjumorum ingår i släktet Urophora och familjen borrflugor. Inga underarter finns listade i Catalogue of Life.